# 王旭 (高麗)
王 旭（おう きょく、ワン・ウク、? - 969年）は、高麗の王族。第8皇子。初代国王太祖の子で、第6代国王成宗の父。恵宗・定宗と光宗の異母弟にあたる。成宗は即位後、戴宗（たいそう）の廟号と睿聖和簡恭慎顕献宣慶大王の諡号を追贈した。

## 家族
- 父：太祖 （877年 - 943年）
- 母：神静王后皇甫氏（? - 983年）
- 姉：大穆王后皇甫氏（生没年不詳）
- 妻：宣義王后 柳氏（太祖と貞徳王后の娘）
  - 孝徳太子
  - 成宗（960年 - 997年）
  - 敬章太子
  - 献哀王太后皇甫氏（964年 - 1029年）
  - 献貞王太后皇甫氏（? - 992年）

## 王旭が登場する作品
- 「光宗大王　〜帝国の朝〜」（KBS、2002年〜2003年、俳優：チョン・グクジン）
- 「輝くか、狂うか」（MBC、2015年、俳優：イム・ジュファン）
- 「麗<レイ>～花萌ゆる8人の皇子たち～」 （SBS、2016年 俳優：カン・ハヌル（日本語吹き替え版声優：大原崇））